# Nannus
Nannus – rodzaj ptaków z rodziny strzyżyków (Troglodytidae).

## Rozmieszczenie geograficzne
Rodzaj obejmuje gatunki występujące w Eurazji, Ameryce Północnej i północnej Afryce.

## Morfologia
Długość ciała 8–12 cm, masa ciała 6–12 g.

## Systematyka
Rodzaj zdefiniował w 1828 roku szwedzki botanik, zoolog i anatom Gustaf Johan Billberg w publikacji własnego autorstwa poświęconej faunie Skandynawii. Gatunkiem typowym jest (oznaczenie monotypowe) strzyżyk zwyczajny (N. troglodytes).

### Etymologia
- Nannus: gr. ναννος nannos ‘karzeł’[4].
- Olbiorchilus: gr. ολβιος olbios ‘szczęśliwy’, od ολβος olbos ‘szczęście’; ορχιλος orkhilos ‘strzyżyk’[5].

### Podział systematyczny
Do rodzaju należą następujące gatunki:
- Nannus hiemalis (Vieillot, 1819) – strzyżyk amerykański
- Nannus pacificus (S.F. Baird, 1864) – strzyżyk kordylierski
- Nannus troglodytes (Linnaeus, 1758) – strzyżyk zwyczajny